# 밀턴 (조지아주)

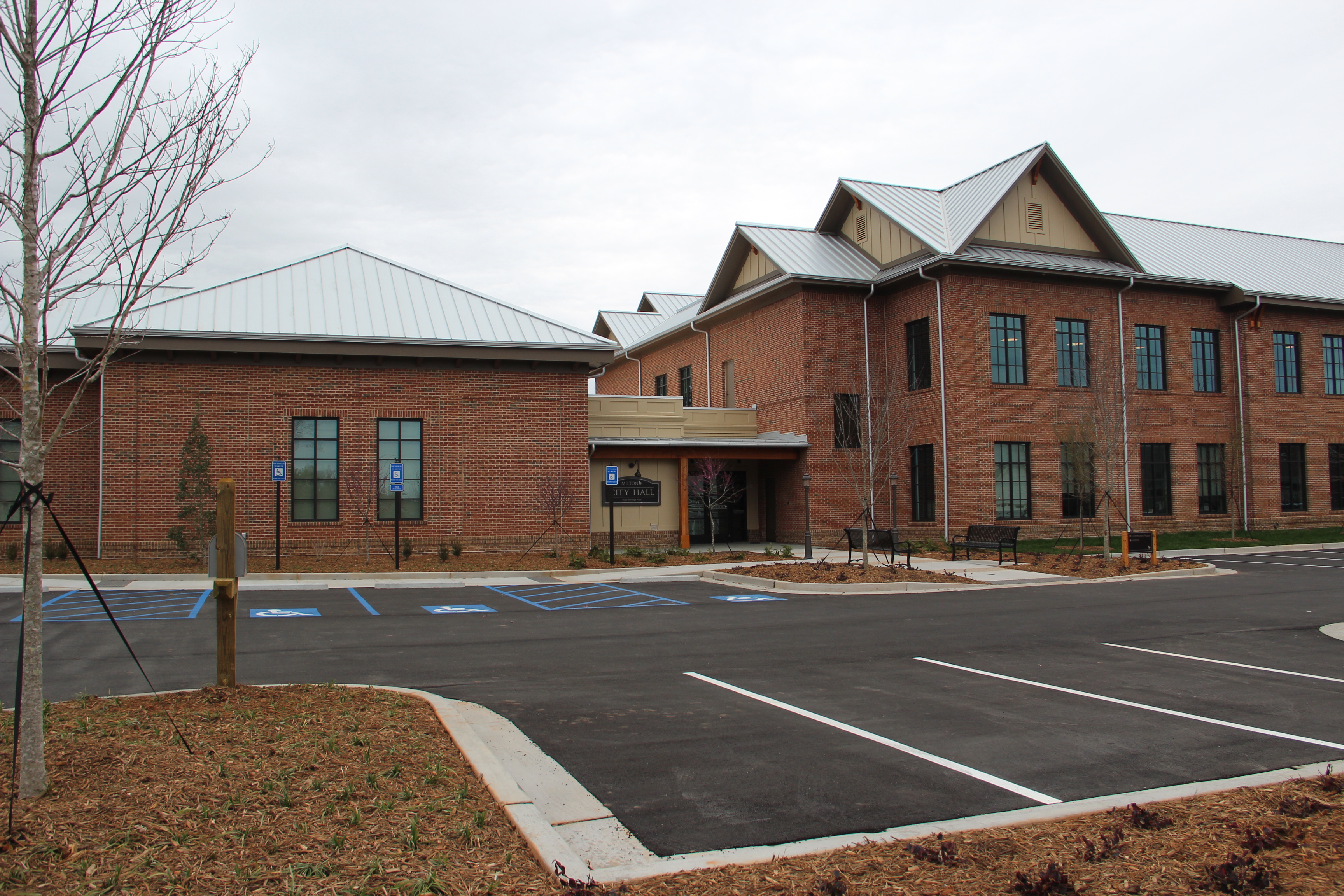
밀턴의 시청

밀턴(Milton)은 미국 조지아주에 있는 도시이다.